# Adolf von Schmeling
Adolf von Schmeling (* 14. März 1807 in  Groß-Möllen; † 5. April 1886 in Köslin) war ein deutscher Verwaltungsjurist.

## Leben
Adolf von Schmeling war ein Sohn des Landschaftsrats Georg Heinrich von Schmeling (* 15. Oktober 1773; † 31. Januar 1854) und dessen als Karoline Dorothea Eleonore von Bülow (* 6. Juni 1775; † 16. November 1835) geborene Ehefrau.
Er besuchte das Joachimsthalsche Gymnasium in Berlin und studierte ab 1828 Rechtswissenschaften an den Universitäten Berlin und Bonn. In Bonn wurde er Mitglied des Corps Borussia. Schmeling wurde 1831 Auskultator, 1834 Referendar, 1838 Gerichtsassessor, 1846 Regierungsrat beim Oberpräsidium in Posen und 1850 in Köslin. 1861 zum Oberregierungsrat befördert und 1874 nach Königsberg versetzt, wurde er dort Regierungsvizepräsident und 1881 Regierungspräsident. 1882 schied er aus dem Staatsdienst aus.